# Agnes van Bohemen (1211-1282)

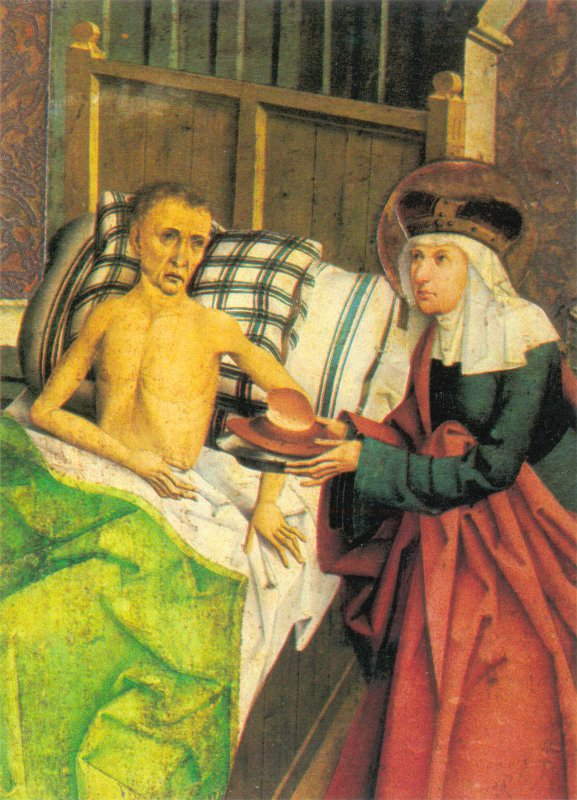
Agnes van Bohemen, 1482

Agnes van Bohemen of Agnes van Praag (Praag 1211 - Praag, 6 maart 1282) was de jongste dochter van koning Ottokar I van Bohemen en Constance van Hongarije. Ze was de nicht van Elisabeth van Thüringen. Op 3-jarige leeftijd werd ze uitgehuwelijkt aan de zoon van de hertog van Silezië. Enkele jaren later stierf deze, waardoor een daadwerkelijk huwelijk nooit heeft plaatsgevonden. Agnes was diepgelovig en wees belangrijke huwelijkskandidaten van de hand. Na de dood van haar vader in 1230, kon zij eindelijk haar roeping volgen. In 1232 leerde ze de minderbroeders van Praag kennen. Zij stichtte in Praag een armenziekenhuis, een klooster voor mannen en een klooster voor clarissen. Zij bewerkte ook de oprichting van het eerste klooster van de Kruisheren met de Rode Steen, de enige Boheemse kloosterorde. Agnes trad zelf in bij de clarissen en correspondeerde met Clara van Assisi.
Op 12 november 1989 werd zij heilig verklaard. Haar naamdag is op 2 of 6 maart.